# 페르난두 1세
페르난두 1세(포르투갈어: Fernando I, 1345년 10월 31일 ~ 1383년 10월 22일)는 포르투갈의 왕이다. 미려왕(포르투갈어: o Formoso), 또는 변덕왕(포르투갈어: o Inconstante)으로도 불린다.

## 생애
페르난두는 페드루 1세의 아들로서 태어났다. 1367년 아버지의 뒤를 이어 왕이 되었다. 1369년 카스티야의 왕 페드로가 사망한 후, 페르난두는 외가쪽으로 산초 4세의 증손자로서 빈 왕위의 소유권을 주장하였고, 이로 인하여 아라곤 왕국과 나바라 왕국의 왕들과 페드로의 사위인 랭커스터 공작 존과 경쟁해야했다. 그동안 페드로의 배다른 형제 엔리케 데 트라스타마라가 카스티야의 왕으로 즉위하였고 이는 또 다른 갈등을 불러왔다.
몇 번의 전쟁 끝에 모든 세력은 교황 그레고리오 11세의 중재안을 받아들이게 되었다. 조약은 1371년 조약되었고, 이 조약에는 페르난두와 엔리케 2세의 딸인 레오노르 공주와의 결혼이 포함되어있었다. 그러나 페르난두가 자신의 가신의 아내인 레오노르 텔레즈와 사랑에 빠지게 되었고, 레오노라 텔레즈는 이전 혼인을 무효화한 후 페르난두와 결혼하였다.
이러한 행동은 포르투갈에서의 대규모 봉기로 이어졌으나 엔리케 2세와의 전쟁으로는 곧바로 이어지지 않았다. 그러나 엔리케 2세를 쫓아내기 위해 페르난두와 비밀 조약을 맺었던 랭커스터 공작 존의 계략으로 인하여 페르난두와 엔리케 2세간의 화의는 방해받았고 결국은 전쟁이 일어나게 되었다. 전쟁은 성공적이지 못하였으며, 1373년 평화조약이 맺어졌다.
1379년 엔리케 2세가 사망하자 존은 그의 카스티야 왕위의 소유권을 다시 주장하기 시작하였으며, 포르투갈 내에도 동맹세력을 심어두었다. 그러나 존의 군대는 페르난두의 군대뿐만 아니라 동맹의 군대에 대해서도 공격적이었다. 페르난두는 1382년 바다호스에서 평화조약을 채결할 수 있었다. 조약에는 페르난두의 딸인 베아트리스와 카스티야의 왕 후안 1세와의 결혼이 명시되어있었다. 페르난두는 남성 자손을 남기지 못하고 1383년 10월 22일 사망하였고 이와 동시에 엔히크 디 포르투갈 백작로부터 내려오던 보르고냐 왕가의 남아 직계는 단절되고 말았다.

## 사후
페르난두 사후 바다호스의 화약 이행은 미루어졌으며, 페르난두의 배다른 형제인 아비스 기사단장 주앙이 왕위를 주장하였고 내전 끝에 1385년에서야 왕위에 오를 수 있었다.

## 참고 자료
본 문서에는 현재 퍼블릭 도메인에 속한 브리태니커 백과사전 제11판의 내용을 기초로 작성된 내용이 포함되어 있습니다.